# Cryptoblepharus gloriosus
Cryptoblepharus gloriosus es una especie de saurópsido escamado de la familia Scincidae.
Es endémico del archipiélago de las Comoras y de las Gloriosas.
Se encuentra amenazada por la pérdida de su hábitat natural.

## Subespecies
Se reconocen las siguientes:
- Cryptoblepharus gloriosus gloriosus (Stejneger, 1893) - islas Gloriosas
- Cryptoblepharus gloriosus mayottensis Mertens, 1928 - Mayotte
- Cryptoblepharus gloriosus mohelicus Mertens, 1928 - Mohéli